# 쿡메디칼
쿡메디칼(영어: Cook Medical)은 미국 인디애나주 블루밍턴에 기반을 둔 미국의 가족소유 의료기기 기업이다. 세계 최초로 표피대퇴동맥용 약물방출 말초혈관 스텐트를 개발하였을 뿐만 아니라 오늘날 일반적으로 최소침습시술(Minimally Invasive Surgery) 시행에 사용되는 기기를 포함한 수 많은 의료기기를 개발하였다. 주요 제품으로 스텐트, 카테터, 가이드와이어, 스텐트 그래프트 등이 있으며 대동맥중재, 구명의학, 내시경술, 중재 방사선학, 유도관리, 이비인후과/두경부 외과, 말초 중재, 외과학, 비뇨기과학, 여성 건강의 10개 임상 사업분야에서 16,000여개의 제품을 135개 국가에 공급하고 있다.

## 역사
쿡메디칼은 1963년 생물학자인 윌리엄 쿡 (William A. Cook)이 자신의 침실에서 의료기기를 제작하면서 시작되었다. 1964년 ‘혈관성형술의 아버지’로 불리는 찰스 도터 (Dr. Charles Theodore Dotter) 박사가 쿡이 제작한 기기를 사용하여 최초의 혈관성형술을 실시하면서 명성을 얻기 시작하였다.

## 쿡메디칼코리아
쿡메디칼코리아는 쿡메디칼의 한국 지사이다. 쿡메디칼은 1983년부터 국내 총판과 대리점을 통해 쿡 제품들을 소개해 왔으며 2007년에 한국 지사를 설립하였다. 현재 대동맥중재, 인터벤션 영상의학, 말초중재, 내시경, 비뇨기과학, 여성건강, 응급의학의 총 7개 임상사업분야에서 약 7,000여개의 제품을 국내에 공급하고 있으며 Lead Management와 외과학 분야의 제품만 기존 대리점을 통해 공급하고 있다. 주요 사업으로는 의료기기 및 의료 도구의 제조, 판매, 의료 관련 전문정보 제공, 의료 관련 세미나, 강연, 신의료기기 개발과 연구 등이 있다. 현재 전국 400여개의 종합 및 준 종합 병원과 의원에서 쿡메디칼의 제품을 사용하고 있다.
역사
- 1983년 동인인터내쇼날과 파트너십 체결. 한국에 처음으로 쿡메디칼 제품 소개
- 2007년 쿡메디칼코리아 설립
- 2010년 직접 고객 대상 서비스 개시
- 2013년 전 사업부 직접판매 개시